# Amadeus Wendt

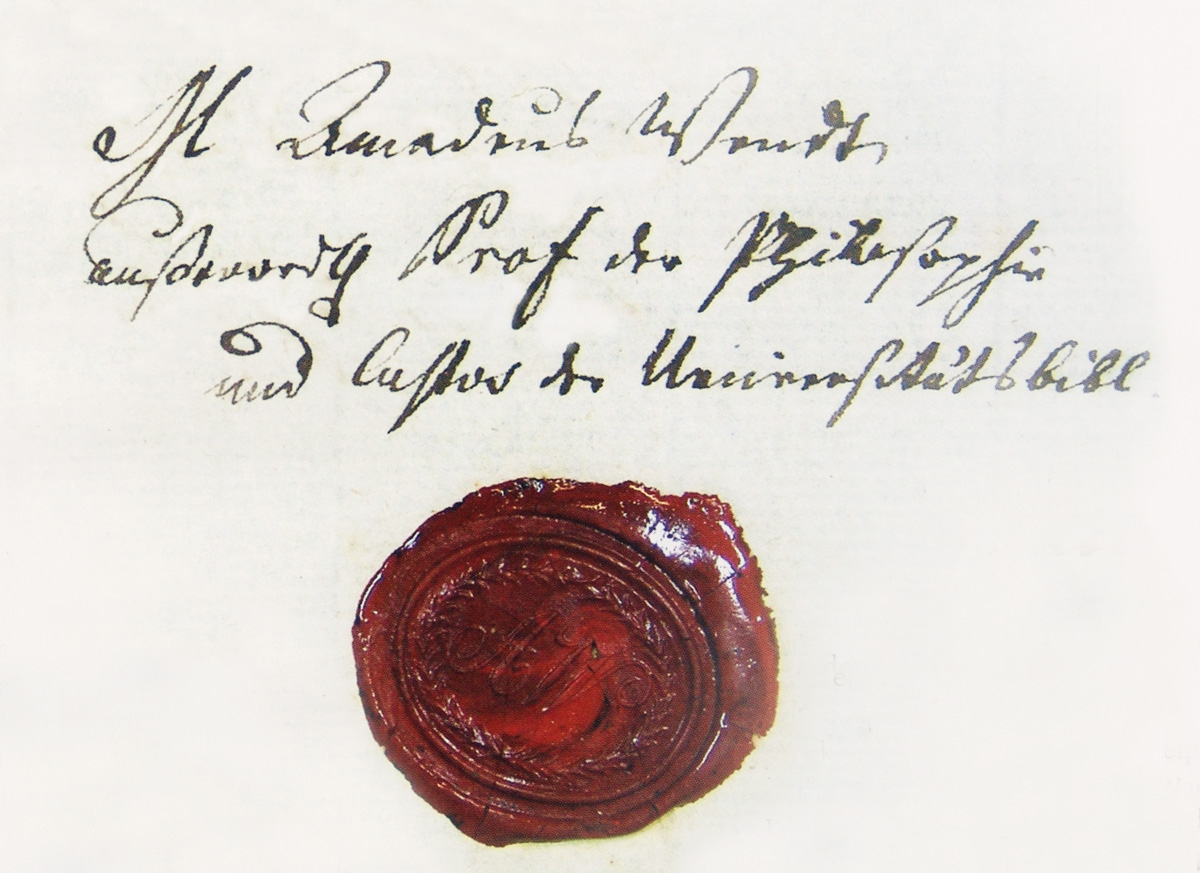
Autograph und Siegel von
Amadeus Wendt von 1811

Johann Amadeus Wendt (* 29. September 1783 in Leipzig; † 15. Dezember 1836 in Göttingen) war ein deutscher Philosoph und Musiktheoretiker.

## Leben
Wendt stammte aus bescheidenen Verhältnissen. Er besuchte  die Thomasschule zu Leipzig als Externer. Er zeigte ein ausgeprägtes musikalisches Interesse und erhielt deshalb theoretischen und praktischen Musikunterricht beim Gewandhauskapellmeister und späteren Thomaskantor Johann Gottfried Schicht.
Obwohl von der Familie zum Theologiestudium angehalten, studierte er an der Universität Leipzig Philosophie und Philologie und hörte auch Vorlesungen bei dem Psychologen Friedrich August Carus. Zum Studienabschluss  wurde er 1804 zum Dr. phil. promoviert. Danach ging er als Hauslehrer aufs Land und kehrte ein Jahr später mit seinem adligen Zögling nach Leipzig zurück und studierte mit diesem zusammen Rechtswissenschaft. In Vorbereitung seiner philosophischen akademischen Laufbahn habilitierte er sich an der Philosophischen Fakultät der Universität Leipzig mit dem Thema De fundamento et origine domini. Hier wurde er 1811 außerordentlicher und 1816 ordentlicher Professor für Philosophie. Er war auch Kustos der Universitätsbibliothek.
Das Themenspektrum seiner Vorlesungen war breit gefächert und umfassten Religionsphilosophie, philologische Rechtslehre, Psychologie, Ästhetik, Geschichte und Philosophie. Auf die Musik richtete Wendt besondere Aufmerksamkeit. Von 1821 bis 1829 war er Mitglied der Leipziger Gewandhaus-Konzertdirektion. Er verfasste zahlreiche Artikel über musikalische Themen. 1836 erschien die Schrift Über den gegenwärtigen Zustand der Musik, besonders in Deutschland und wie er geworden. Darin verwendete er für Haydn, Mozart und Beethoven erstmals den Begriff „classische Periode“, woraus die Bezeichnung Wiener Klassik entstand.
1829 erhielt er den Lehrstuhl für Philosophie an der Georg-August-Universität Göttingen. Hier hatte er auch das Amt des Rektors inne. 1833 wurde er Mitglied der Akademie der Wissenschaften zu Göttingen.
Wendt war Herausgeber des „Leipziger Kunstblatts für gebildete Kunstfreunde, insbesondere für Theater und Musik“ (1817 und 1818), des „Taschenbuchs zum geselligen Vergnügen“ (1821–25) sowie des „Deutschen Musenalmanachs“, zuerst in Leipzig und dann in Göttingen. Er schrieb für die Allgemeine Musikalische Zeitung und die Zeitung für die elegante Welt. Wendt war mit dem Philosophen Georg Wilhelm Friedrich Hegel bekannt.
Wendt war verheiratet mit Henriette Dölitzsch, der Tochter eines Leipziger Beamten. Die Tochter Natalie Auguste aus dieser Ehe vermählte sich 1836 mit dem englischen Schriftsteller John Mitchell Kemble.
In Leipzig war Wendt Mitglied der Freimaurerloge Minerva zu den drei Palmen und bekleidete dort zeitweise das Amt des Redners.

## Werke (Auswahl)
- Grundzüge der philosophischen Rechtslehre, Leipzig 1811
- Reden über Religion oder die Religion an sich und in ihrem Verhältniß zur Wissenschaft, Kunst usw. Sulzbach 1813
- De rerum principiis secundum Pythagoreos, Leipzig 1817
- Philosophie der Kunst, Leipzig 1817
- Rossini’s Leben und Treiben, Leipzig 1824. Neuausgabe in: Guido Johannes Joerg, ,Göttlicher Meister, ich habe dich verkannt!‘ – Gioachino Rossini aus der Sicht des frühen biographischen Schrifttums in deutscher Sprache. – Köln: Dohr, 2019. – Bd. I, S. 59–76 (Einführung), 77–283, 284–336 (Anlagen) und Bd. III, S. 21–241 (Kommentare)
- Ueber Zweck, Mittel, Gegenwart und Zukunft der Freimaurerei, Leipzig 1828
- Ueber die Hauptperioden der schönen Künste oder die Kunst im Laufe der Weltgeschichte dargestellt, Leipzig 1831